# Ritornel (hudba)
Ritornel (z italského ritornello, což je zdrobnělina slova ritorno - návrat) je v hudbě opakující se instrumentální pasáž, kterou obvykle hraje celý orchestr a kterou střídají sólové části.
Ritornelovou formu mají skladby, kde ritornel s výrazným motivem zazní hned na začátku a později se několikrát znovu objevuje. Přitom může být zopakován jen částečně, nebo se může objevit v různých tóninách. Tím se liší od podobné rondové formy, kde je opakování vždy stejné a úplné.
Ritornely najdeme především v barokní hudbě, v českém prostředí zejména u Adama Michny z Otradovic (Loutna česká). 
Dále například v díle Johanna Sebastiana Bacha (Braniborské koncerty), Vivaldiho (Jaro z Čtvera ročních dob), Telemanna či Händela. Jsou součástí koncertů, komorní hudby, ale i starších árií. V průběhu klasicismu došlo k velkému rozvoji sonátové formy, které ritornelová forma ustoupila a postupně vymizela.